# Gonomyia aegina
Gonomyia aegina är en tvåvingeart som beskrevs av Alexander 1948. Gonomyia aegina ingår i släktet Gonomyia och familjen småharkrankar. Inga underarter finns listade i Catalogue of Life.